# Sanguin
Komet Sanguin (uradno ime je 92P/Sanguin), je periodični komet z obhodno dobo okoli 12,4 let.
 Pripada Jupitrovi družini kometov .

## Odkritje
Komet je odkril Juan G. Sanguin 15. oktobra 1977 v Čilu .

## Lastnosti
Premer kometa je 2,38 km .
Komet so opazovali in posneli tudi na Observatoriju Črni Vrh .